# 대우여객
대우여객자동차(大尤旅客自動車)는 울산광역시에 위치한 버스 회사이고, 본사는 울산광역시 북구 창평동 농소공영차고지에 위치해 있다.

## 역사
- 1982년 7월 27일: 회사 천일여객 울산시 영업소 분리 독립 설립
- 1995년 1월 1일: 도농통합으로 인해 울산시내버스 회사로 전환되었다.[출처 필요]
- 2011년 11월 1일: 울산광역시 남구 정동로6번길 19-15번(삼산동)에서 북구 호계로 80번(창평동)으로 본사를 이전하였다.
- 2011년 11월 1일: 언양영업소가 울산/남성여객[※ 1] 그룹에 인수되었다.[1]
- 2013년 : 대우여객 유일의 지선버스인 943번이 울남지선버스에 인수되었다.
- 2019년 : 울산/남성여객 그룹의 지선버스 회사인 울남지선버스를 인수하여, 우리버스로 사명을 바꾸었다.
- 2021년 9월 1일 : 파산된 신도여객을 인수했다.

## 운행 노선

### 현재 운행노선
| - 114번 : 꽃바위 ~ 꽃바위 - 213번 : 농소공영차고지 ~ 들꽃학습원 - 216번 : 농소공영차고지 ~ 변전소 - 412번 : 율리공영차고지 ~ 금강펜테리움2차 - 533번 : 덕하공영차고지 ~ 반용종점 - 714번 : 명촌차고지 ~ 춘해보건대학교 - 722번 : 명촌차고지 ~ 신명(달맞이휴게소) - 725번 : 명촌차고지 ~ 대신.녹동 - 742번 : 명촌차고지 ~ 월성원자력홍보관 - 753번 : 명촌차고지 ~ 울산과학기술원 - 762번 : 명촌차고지 ~ 모화 - 772번 : 명촌차고지 ~ 대안입구 - 1114번 : 율리공영차고지 ~ 대왕암공원 - 1214번 : 농소공영차고지 ~ 노포역 - 1715번 : 명촌차고지 ~ 진하공영주차장 |

### 과거 운행노선
- 121번: 꽃바위~산하푸르지오[2]
- 123번: 꽃바위~천상중학교[3]
- 304번: 율리~천상중학교[※ 2]
- 307번: 태화강역~천상중학교[4]
- 308번: 삼남~봉계[※ 3]
- 313번: 신화 순환[※ 4]
- 317번: 천상중학교~태화강역[5]
- 318번: 신화차고지 ~ 은편[※ 3]
- 323번: 신화차고지 순환[※ 3]
- 327번: 신화차고지 ~ 태화강역[※ 2]
- 328번: 석남사 ~ 배내골[※ 2]
- 337번: 신화차고지 ~ 태화강역[※ 3]
- 338번: 신화차고지 ~ 소호(태종)[※ 5]
- 368번: 신화차고지 ~ 통도사[※ 6]
- 405번: 율리 ~ 서생체육공원[6]
- 431번: 율리 ~ 꽃바위[7]
- 441번: 율리 ~ 대안[8]
- 472번: 한솔그린빌 ~ 농소차고지[9]
- 504번: 덕하차고지 ~ 율리[10]
- 733번: 태화강역 ~ 울산과학기술원[11]
- 802번: 봉계터미널 ~ 연암[※ 2]
- 807번: 석남사 ~ 태화강역[※ 2]
- 817번: 통도사(신평터미널) ~ 태화강역[※ 2]
- 837번: 태화강역 ~ 태화강역(순환)[12]
- 943번: 정자 ~ 진장롯데마트[13]

## 보유 차량
현대자동차
- 현대 그린시티
- 현대 뉴 슈퍼 에어로시티
- 현대 블루시티
- 현대 저상 뉴 슈퍼 에어로시티
- 현대 일렉시티2(수소전기)
- 현대 유니버스 스페이스 엘레강스
- 현대 뉴 프리미엄 유니버스 스페이스 럭셔리
- 현대 뉴 프리미엄 유니버스 엘레강스
- 현대 뉴 프리미엄 유니버스 프라임

## 사진

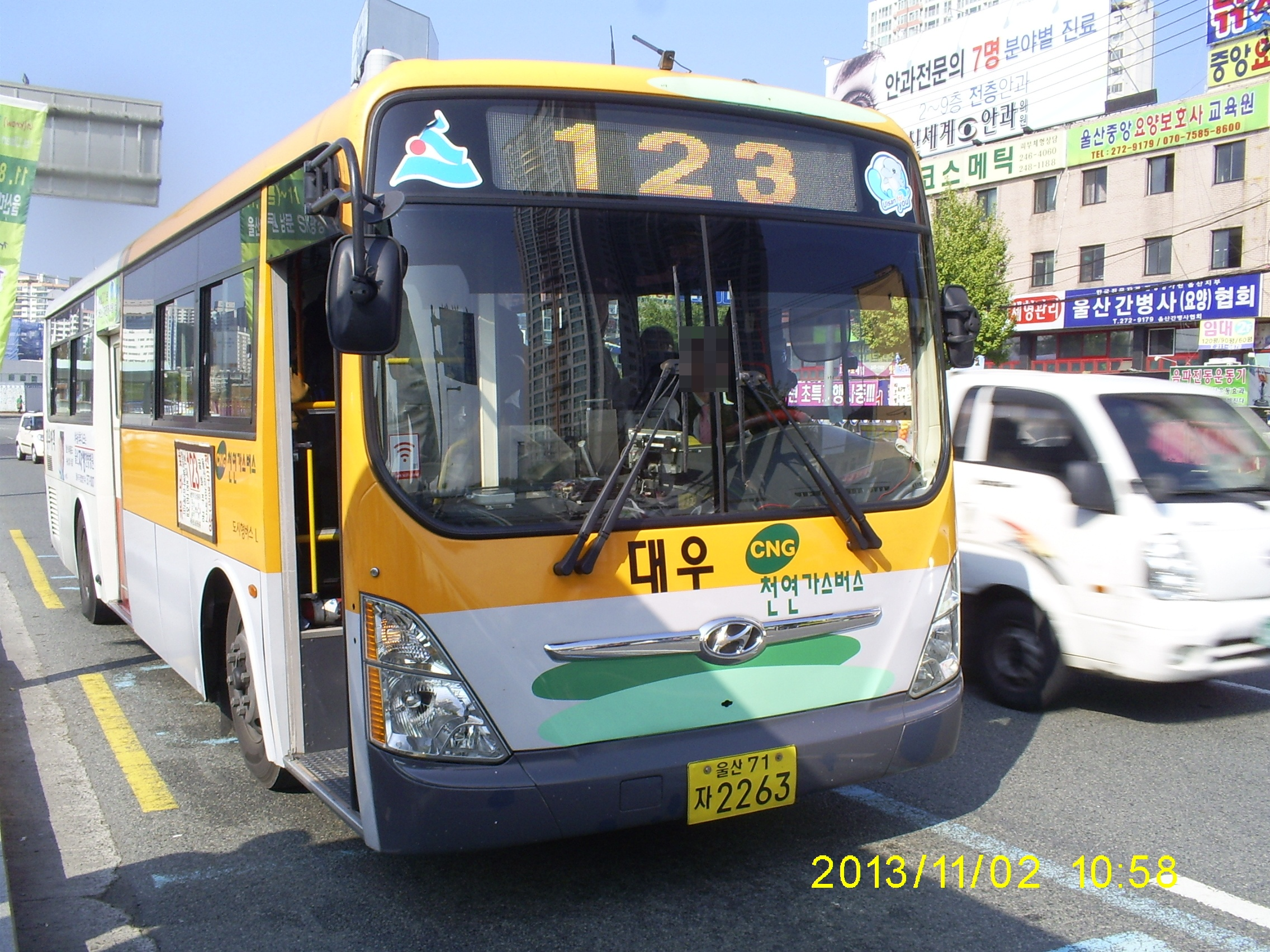
울산시내버스 123번
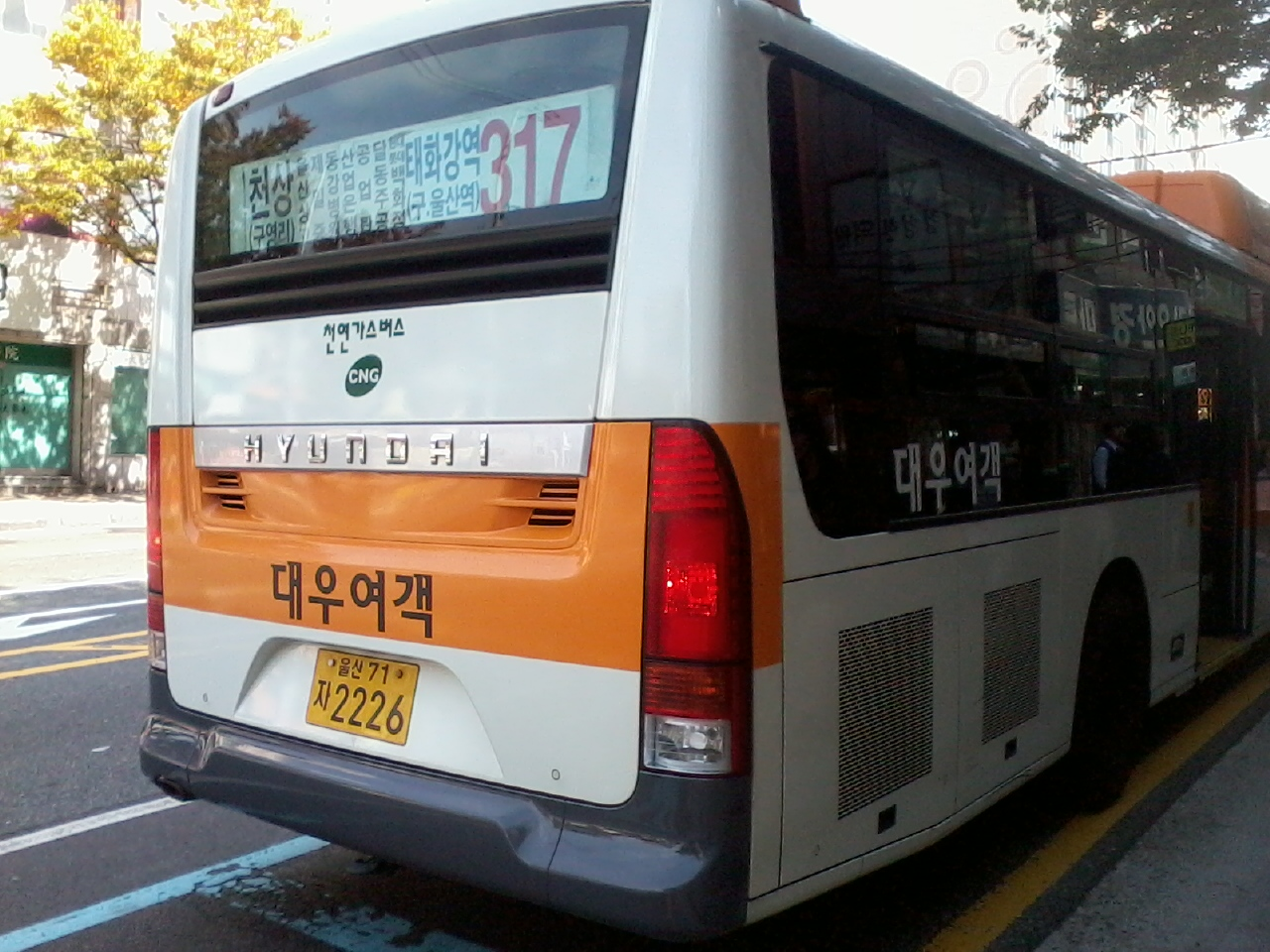
울산시내버스 317번 저상
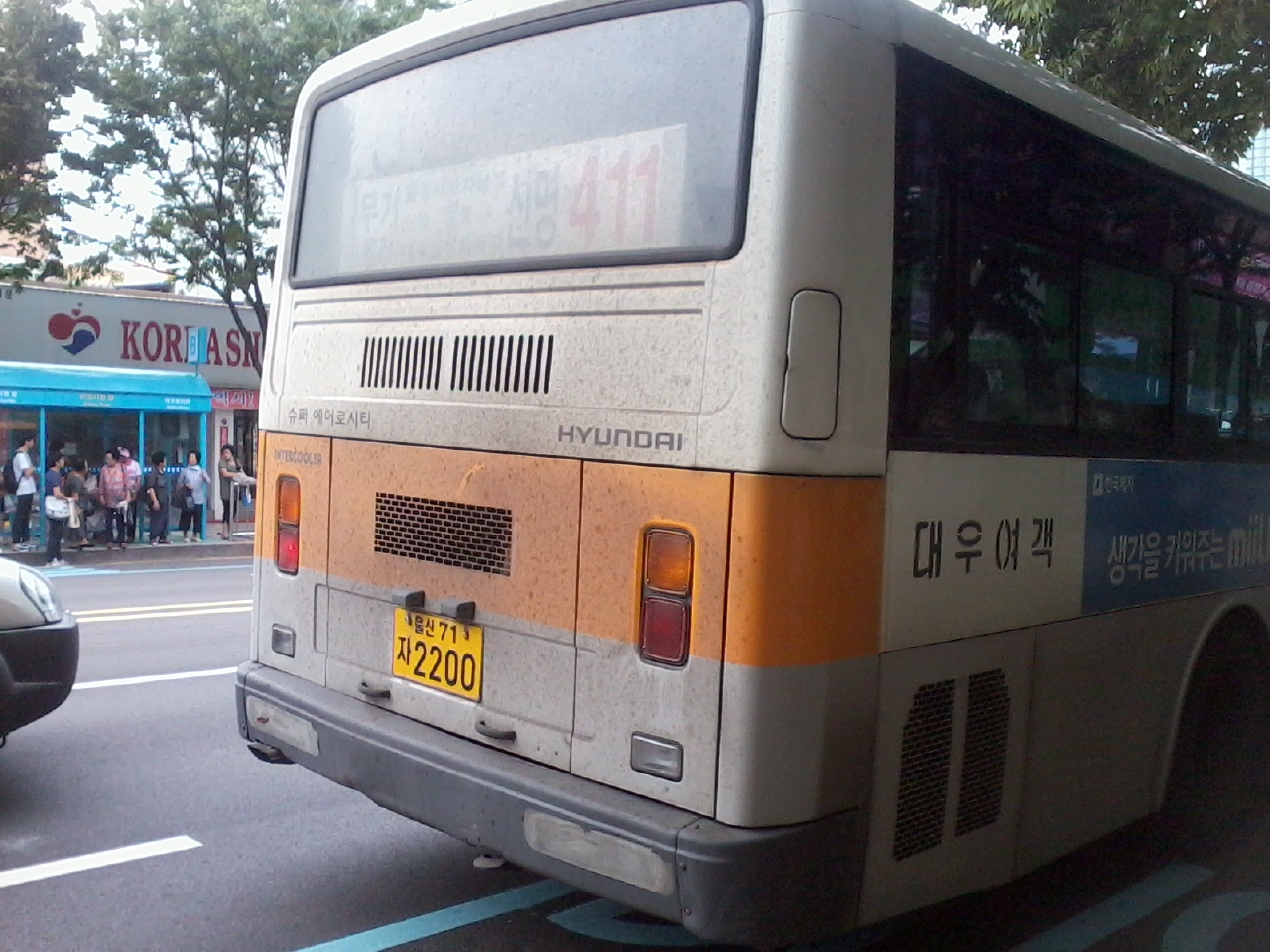
울산시내버스 411번
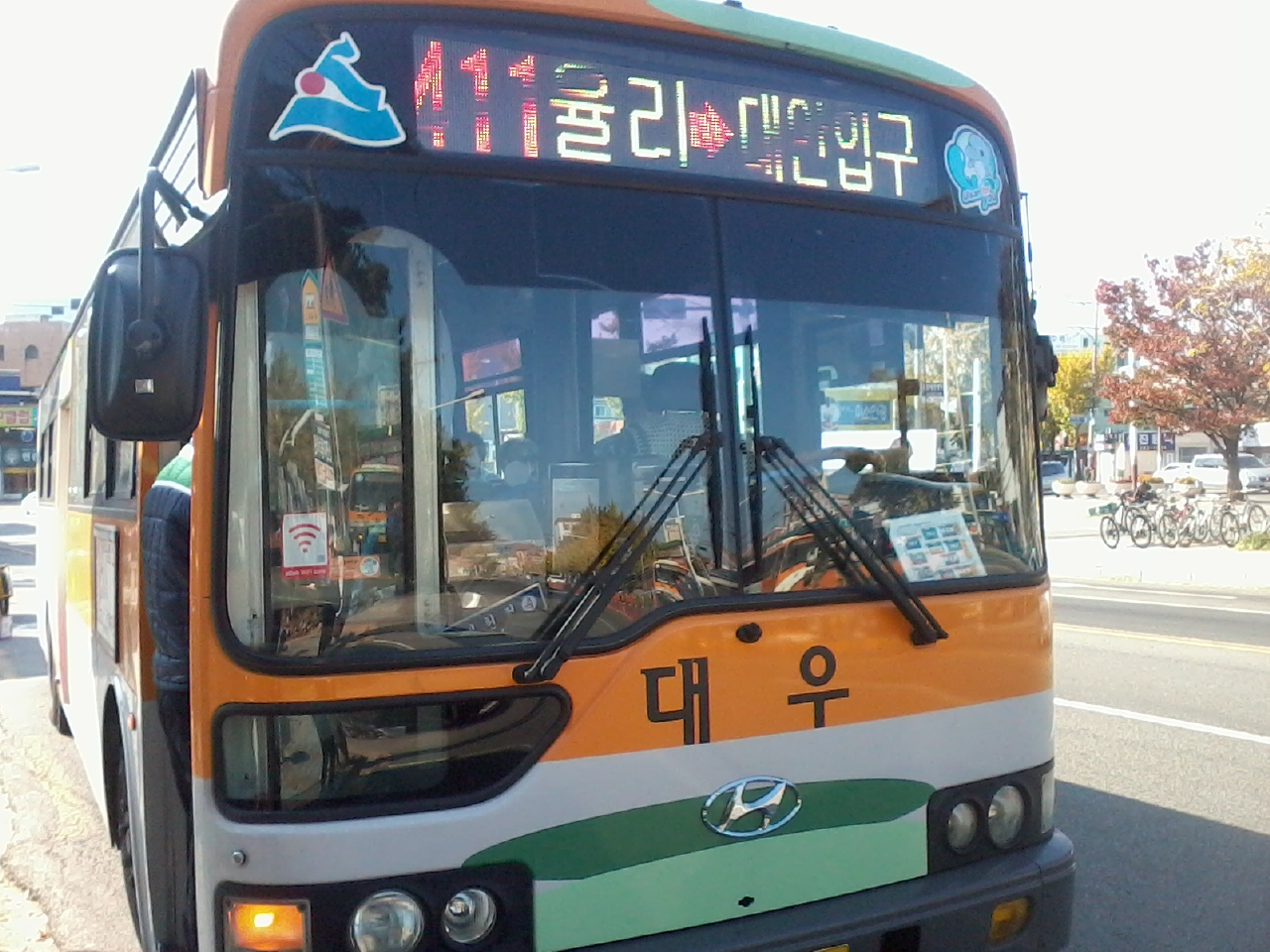
울산시내버스 411번
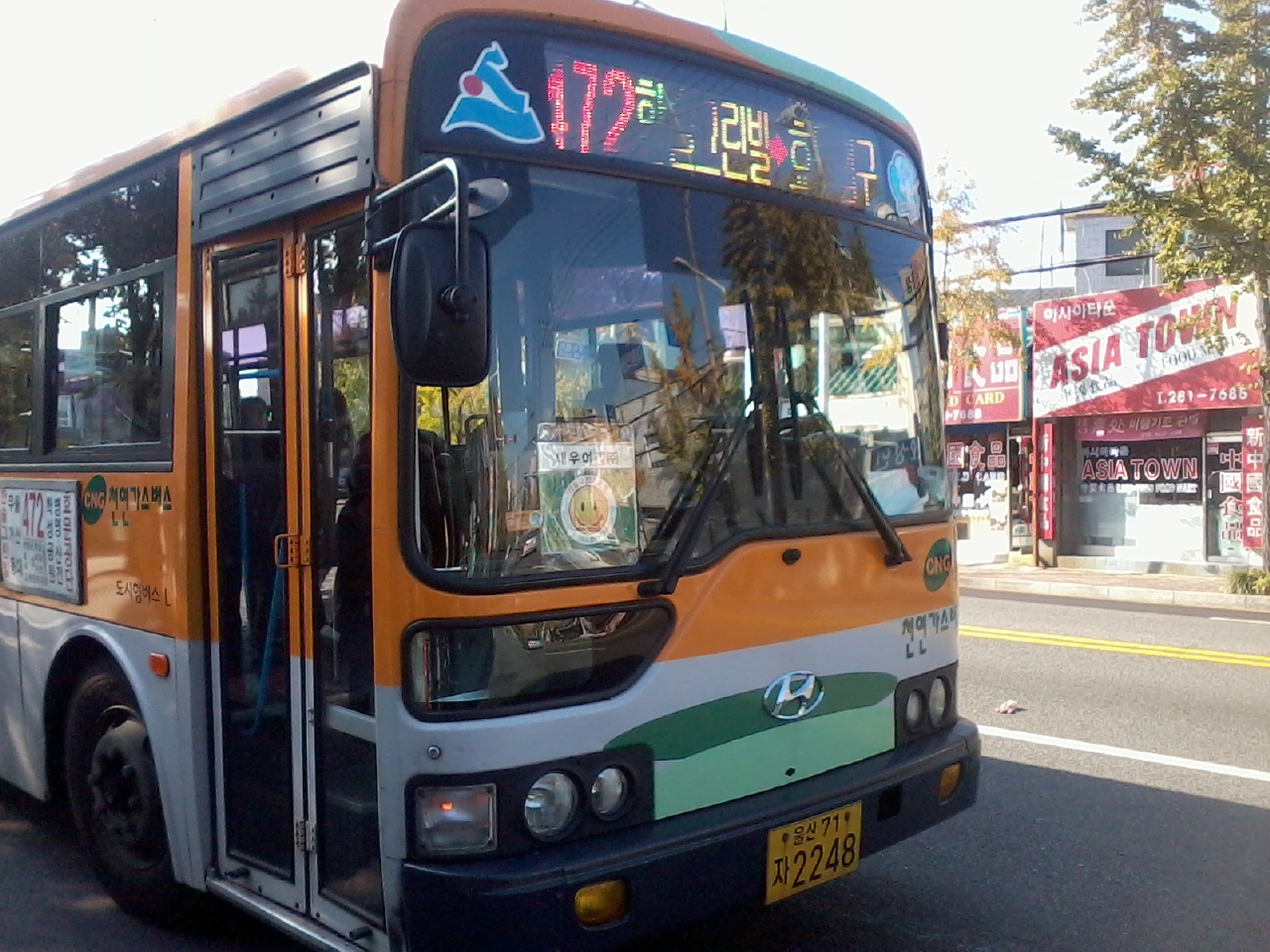
울산시내버스 472번
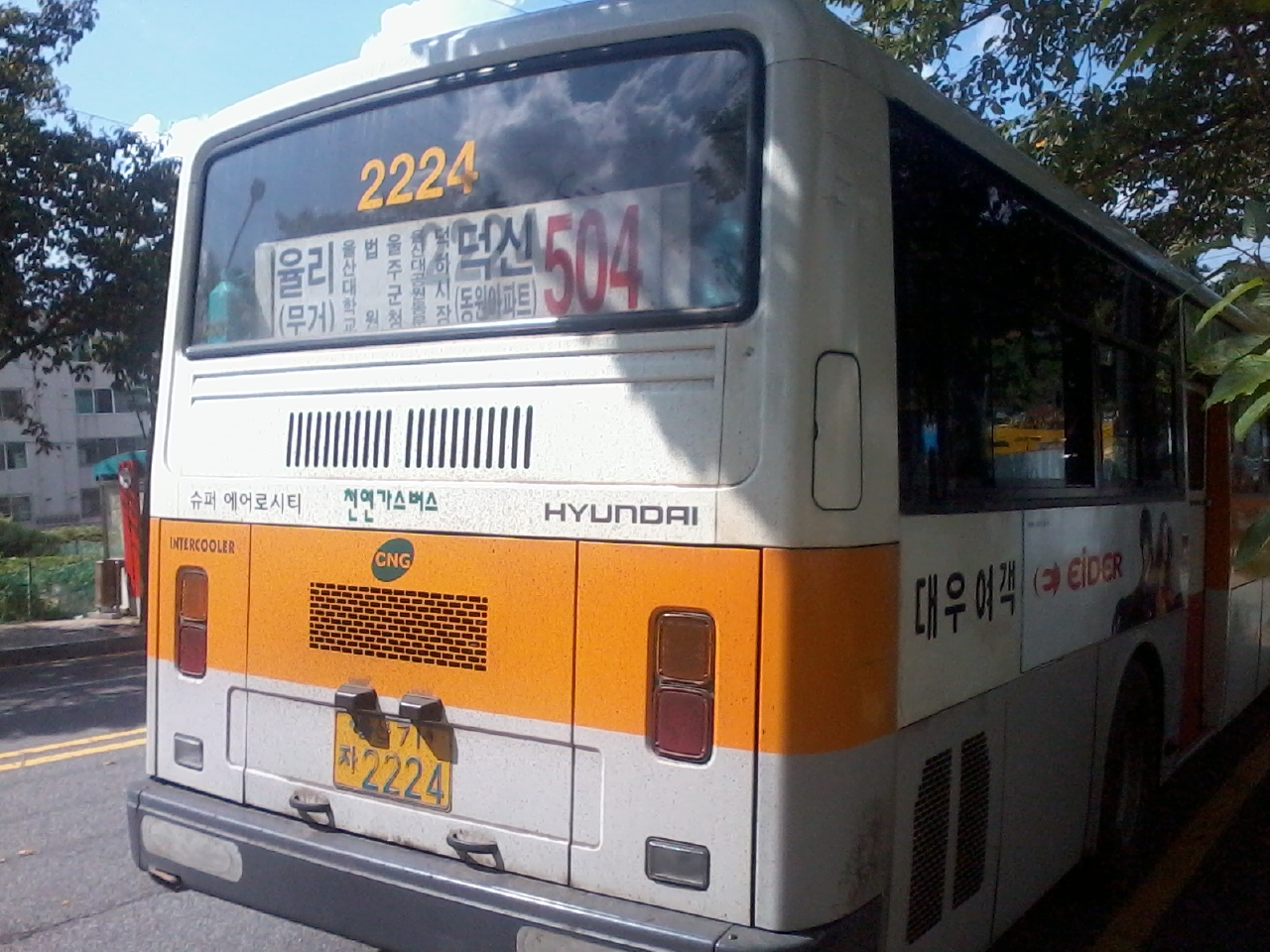
울산시내버스 504번
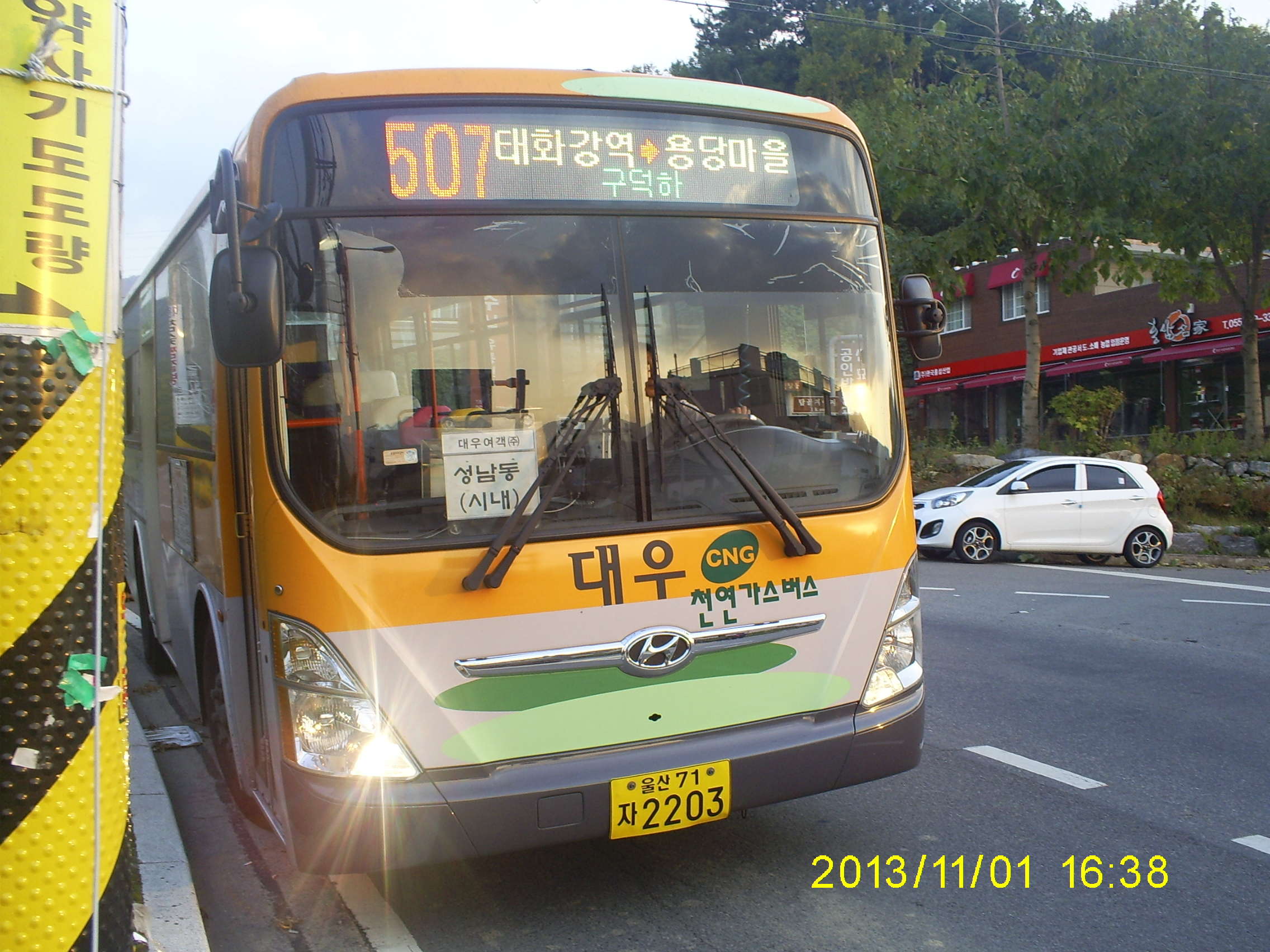
울산시내버스 507번
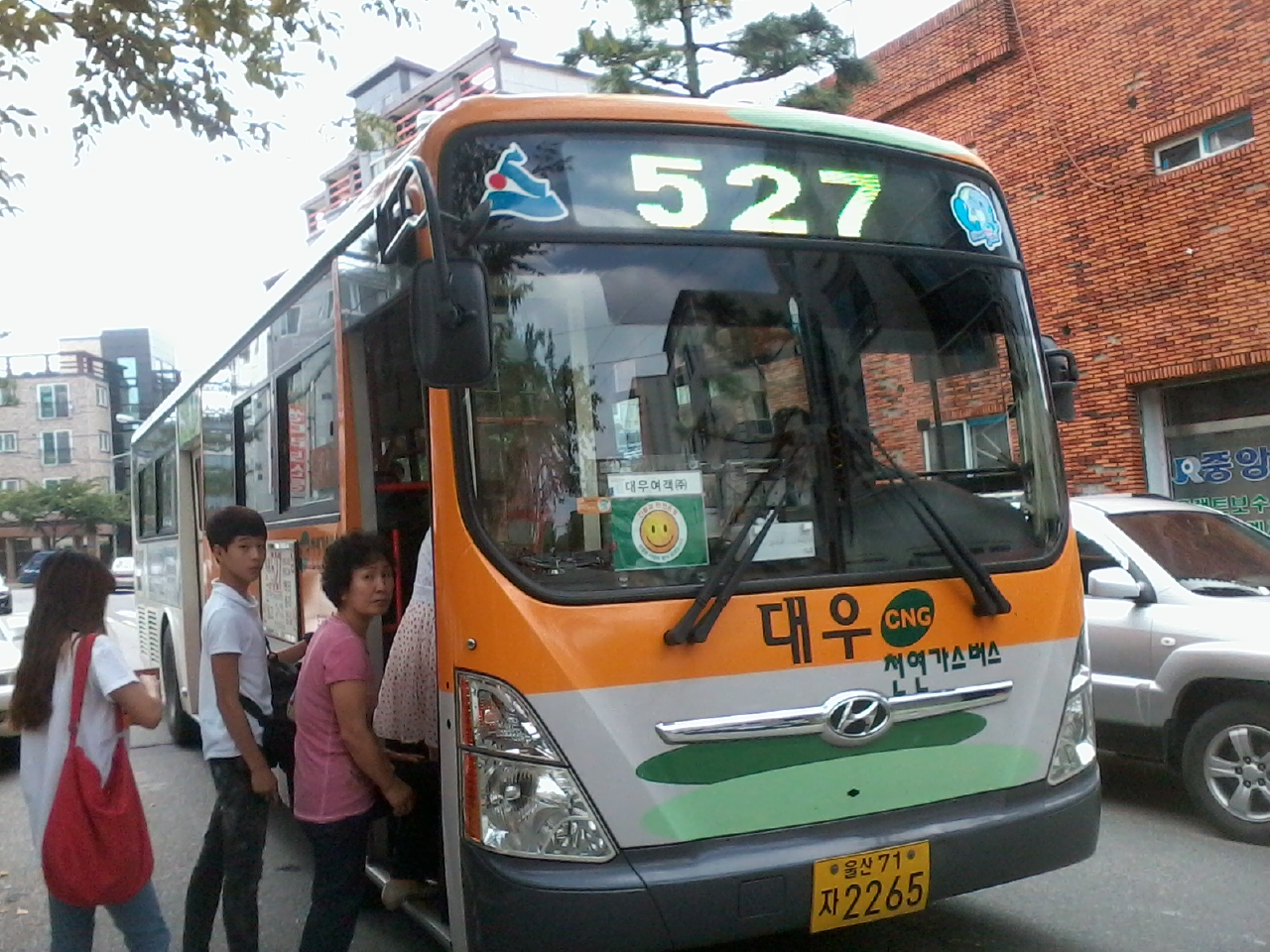
울산시내버스 527번
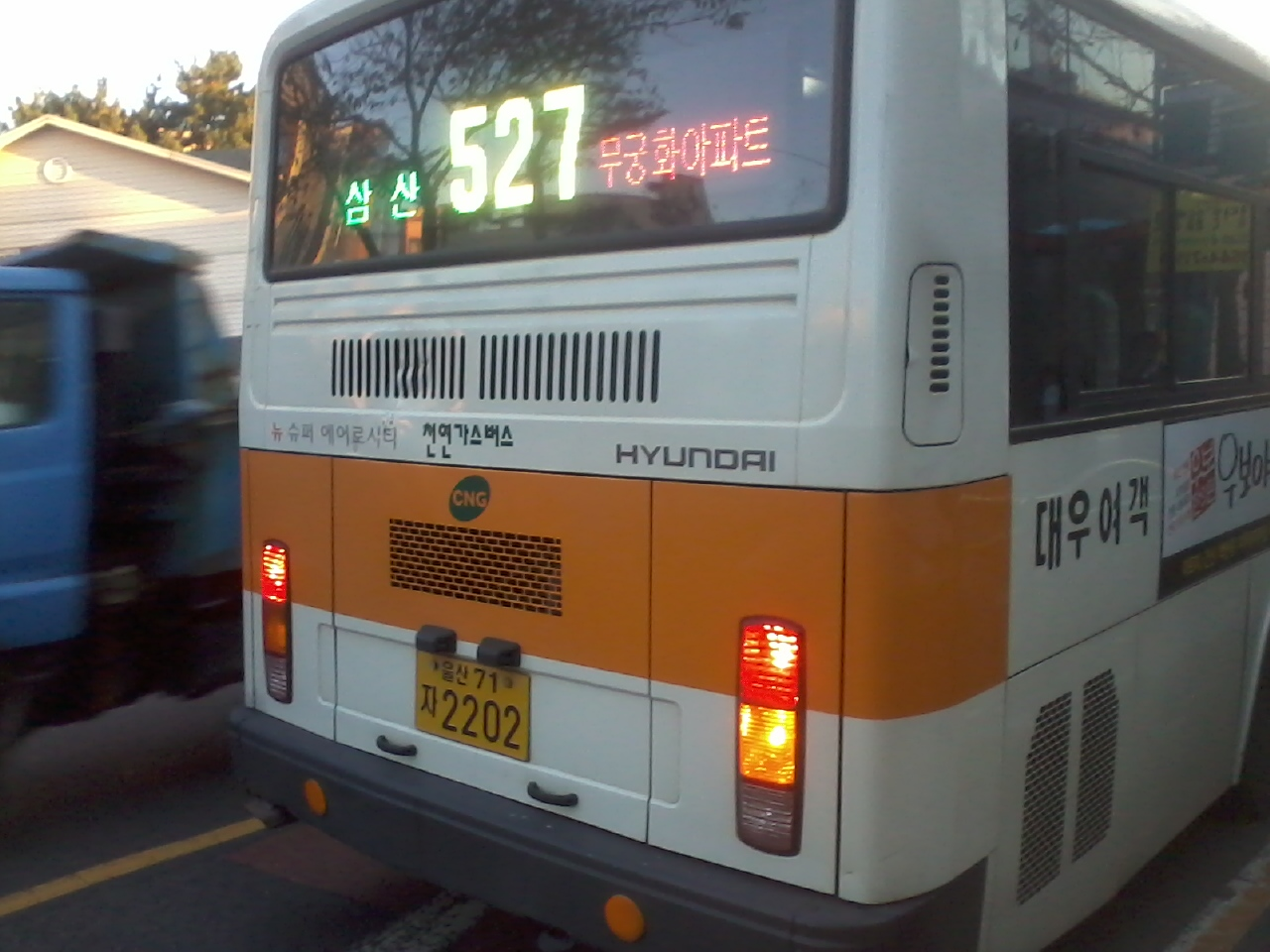
울산시내버스 527번
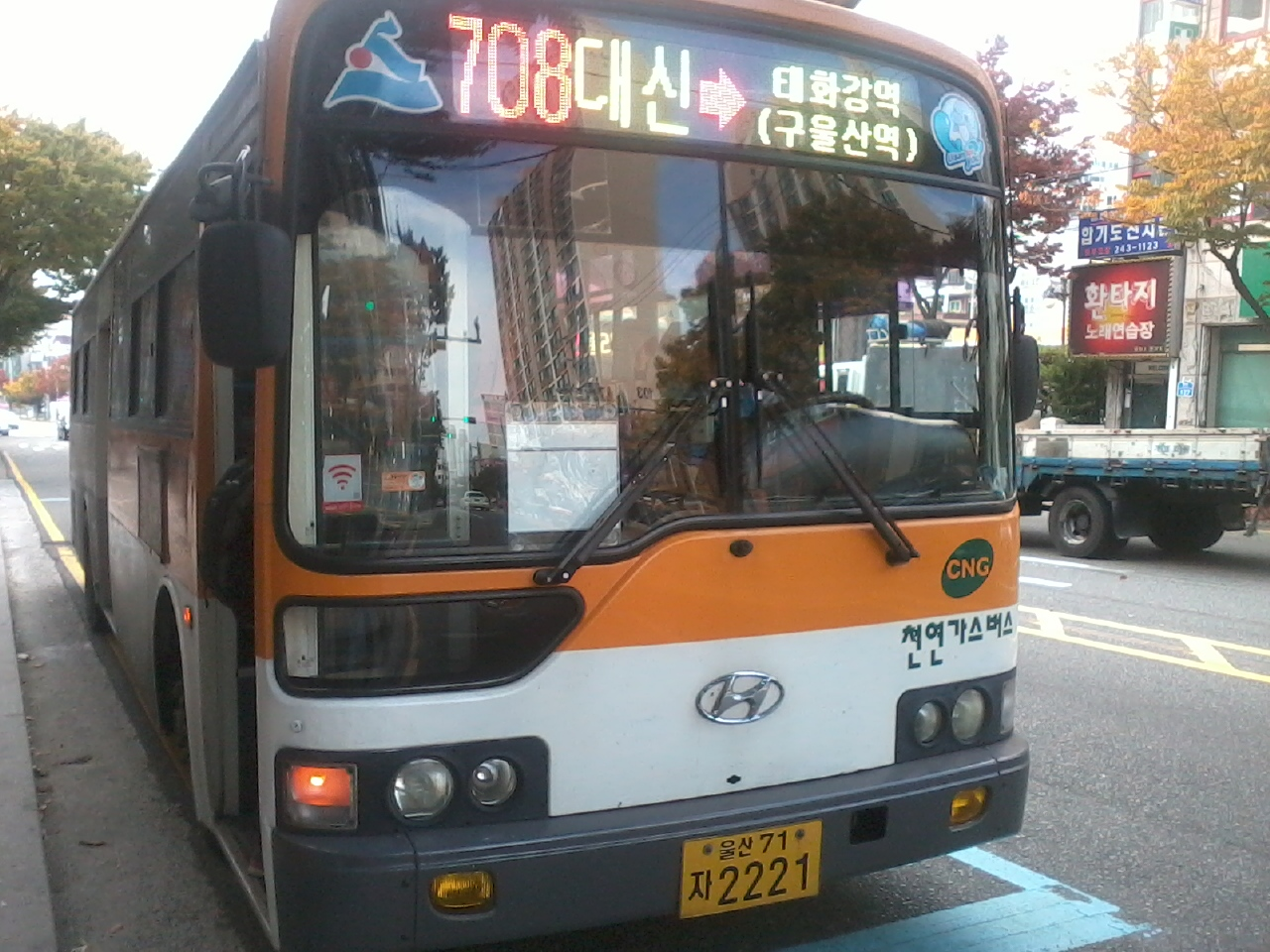
울산시내버스 708번
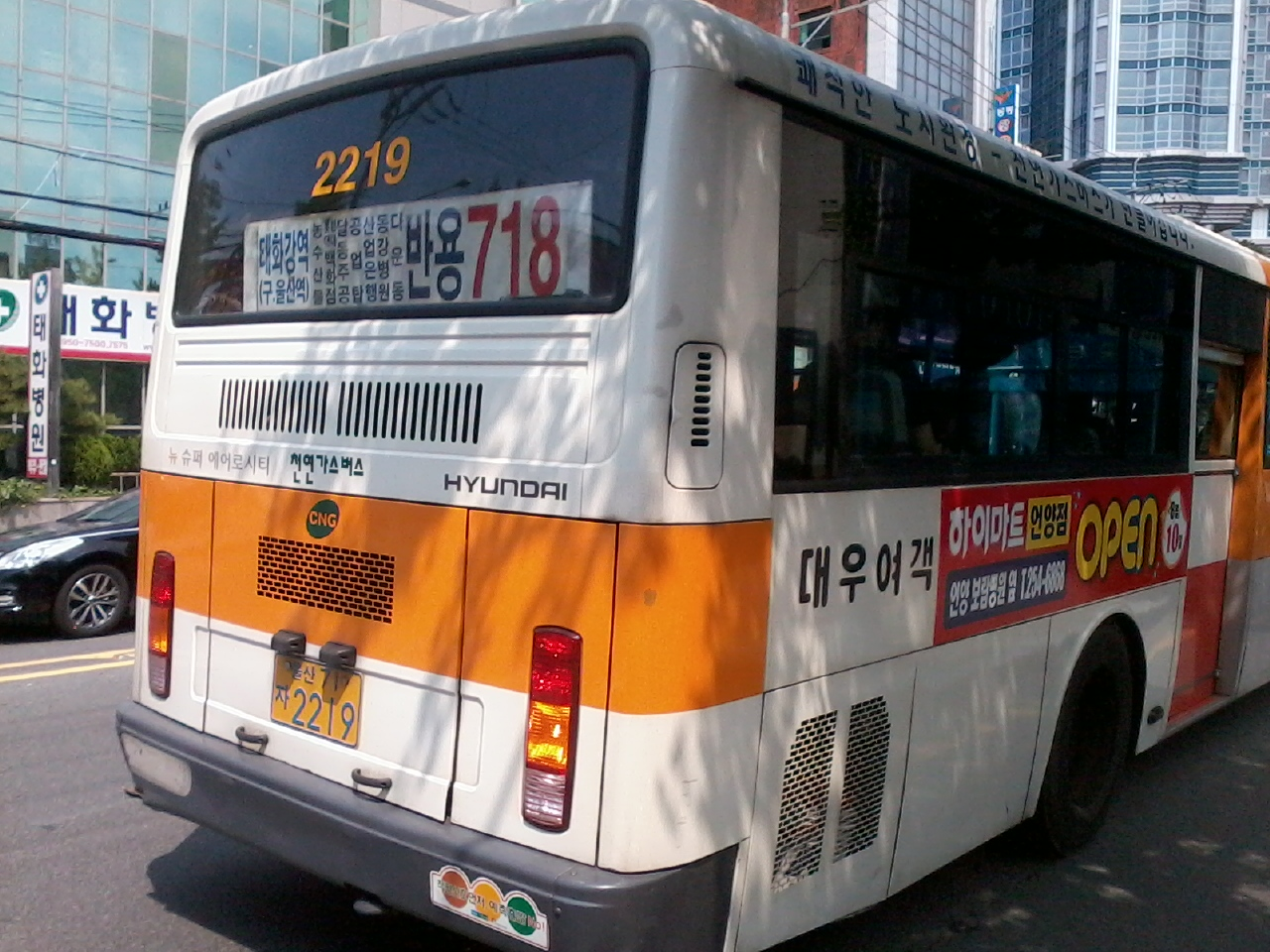
울산시내버스 718번
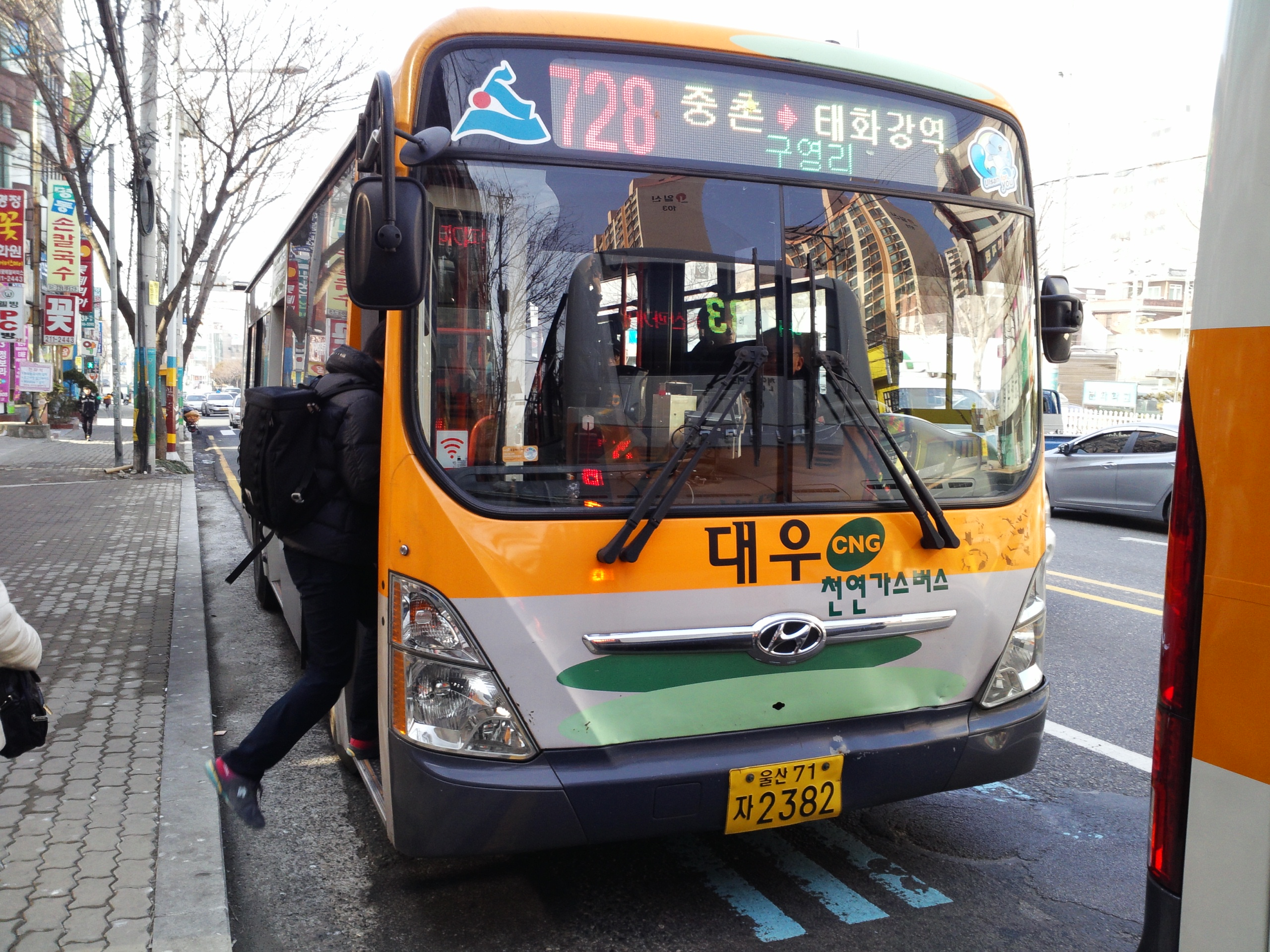
울산시내버스 728번
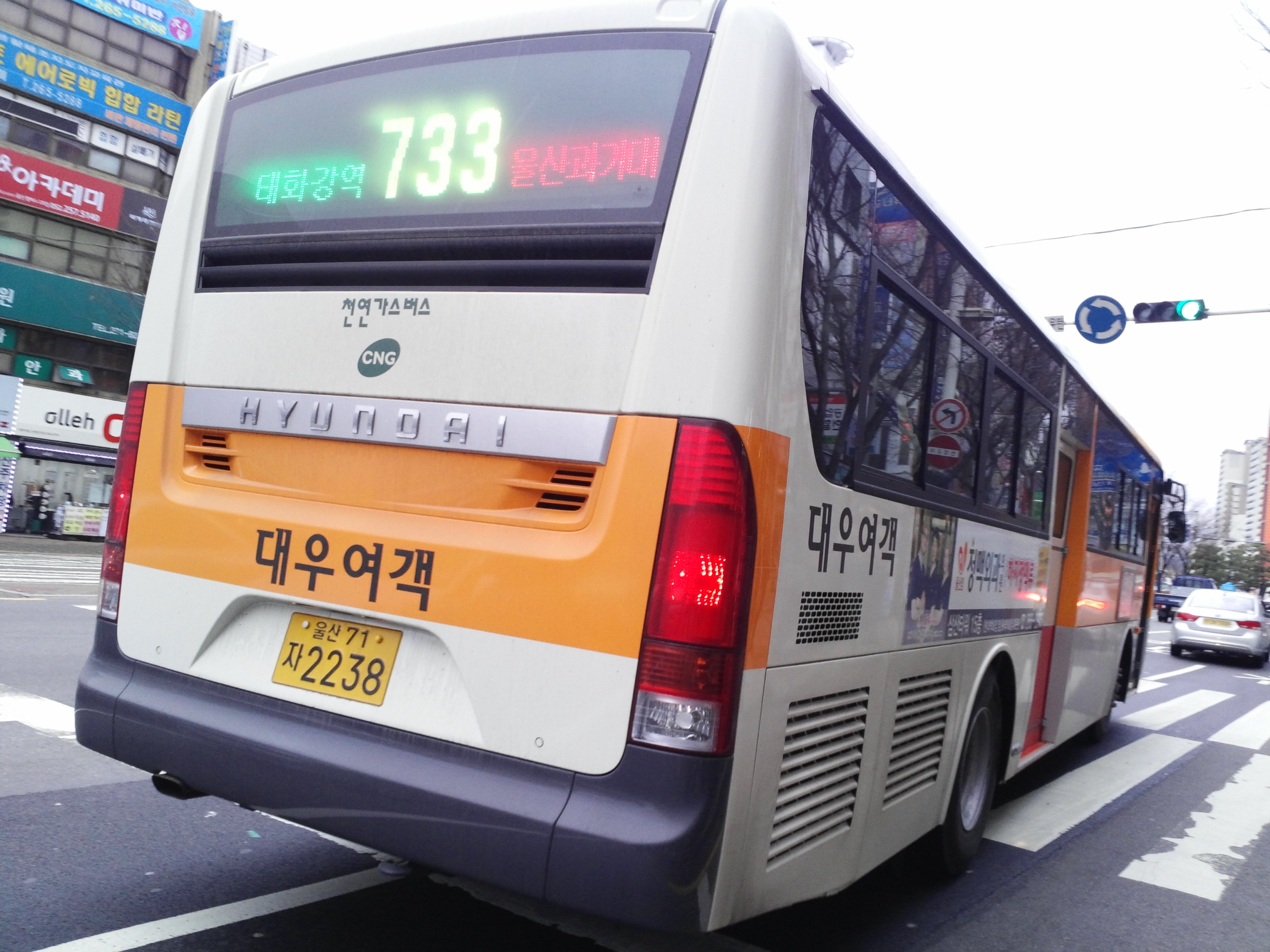
울산시내버스 733번